# Roko Badžim
Roko Badžim (Šibenik, 18 de agosto de 1997), es un baloncestista croata. Con 1,88 metros de estatura, juega en la posición de escolta.

## Trayectoria deportiva
Badžim es un jugador nacido en Šibenik y formado en el Šibenik de su ciudad natal con el que debutó a nivel profesional en la temporada 2012-13 en la A1 Liga, donde jugaría durante 5 temporadas.
El 29 de junio de 2017, fichó por el club esloveno del Petrol Olimpija, donde jugaría durante dos temporadas.
En 2019, firma por la Cibona Zagreb en el que promedió 9,4 puntos por partido con un 46% de tiros de tres puntos. 
En 2020, se compromete con el Szolnoki Olaj de la liga húngara, donde jugaría durante dos temporadas.
El 15 de julio de 2022, firmó con el Konyaspor de la Basketbol Süper Ligi turca (BSL), donde disputó 28 partidos, y promedió 11,7 puntos, 2,6 rebotes y 2,9 asistencias por partido.
El 6 de octubre de 2023, el jugador firma por el Monbus Obradoiro de la Liga Endesa, tras la lesión de Rigoberto Mendoza.
El 1 de enero de 2024, el jugador finaliza su contrato como jugador del club gallego.

### Selección nacional
Ha sido internacional en los escalafones inferiores de la selección croata llegando a debutar con la absoluta en noviembre de 2021.